# Ussad
Ussad (en rus: Усад) és un poble de l'óblast de Vladímir, a Rússia, segons el cens del 2010 tenia 207 habitants. Pertany al districte municipal de Mélenki.